# 구타니촌
구타니촌(久谷村)은 에히메현 온센군에 설치된 촌이다. 